# Bellou-le-Trichard

Bellou-le-Trichard este o comună în departamentul Orne, Franța. În 1 ianuarie 2022 avea o populație de 196 de locuitori.